# John Grandy
Sir John Grandy, GCB GCVO KBE DSO KStJ (* 8. Februar 1913 in Northwood, London; † 2. Januar 2004 in Slough, Berkshire) war ein Offizier (zuletzt Marshal of the Royal Air Force) der Royal Air Force. Er war der einzige Offizier, der als Kommandeur einer Staffel während der Luftschlacht um England kämpfte und anschließend den Posten des Chief of the Air Staff erreichte. In letzterer Funktion koordinierte er die letzten Schritte des Rückzugs der RAF aus dem Persischen Golf und dem Fernen Osten. Er überwachte die sukzessive Ablösung des Angriffsflugzeugs F-111, nach der die Rolle der atomaren Abschreckung von der Royal Navy übernommen wurde.

## Leben
Als Sohn von Francis und Nell Grandy geboren, wurde John Grandy auf der University College School in London ausgebildet. Am 11. September 1931 wurde er als Pilot auf Probe in die Royal Air Force aufgenommen. Nachdem er sein Flugtraining absolviert hatte, wurde Grandy im August 1932 als Pilot der No. 54 Squadron zugeteilt, wo er Bulldogs von RAF Hornchurch aus flog. Er wurde am 11. September 1932 in den Rang eines Pilot Officer erhoben.
Im April 1935 wurde er Adjutant der No. 604 (County of Middlesex) Squadron im RAF Hendon und begann im Januar 1936 den Ausbilderlehrgang an der Central Flying School. Im Juni 1936 wurde er zum Flight Lieutenant ernannt. Im Januar 1937 wurde er der University of London Air Squadron als Adjutant zugeteilt.
Grandy diente im Zweiten Weltkrieg anfangs als Ausbilder von neuen Flugstaffeln an einer Flugschule der RAF. Während der Luftschlacht um England befehligte er die mit Hurricanes ausgerüstete No. 249 Squadron. Als Kommandant von RAF Duxford war er für die Aufstellung der ersten Typhoon-Gruppe der RAF verantwortlich. 1943 wurde ihm das Kommando über die No. 240 Group RAF übertragen, um die Verteidigung von Tripolis zu übernehmen. Gegen Ende des Krieges befehligte er den No. 341 Wing im Krieg gegen Japan.
Nach dem Krieg wurde Grandy 1946 stellvertretender Direktor für operative Ausbildung im Air Ministry und Air Attaché in Brüssel im Januar 1949. Am 1. Januar 1950 wurde er zum Group Captain ernannt. Im Dezember 1954 wurde er im Rang eines Air Commodore Kommandant des Central Fighter Establishment. Nach dem Besuch des Imperial Defence College wurde er Oberbefehlshaber der Operation Grapple, einer Reihe von Wasserstoffbombentests im Pazifik. 1958 wurde er Assistant Chief of the Air Staff (Operations).
Anfang 1961 übernahm Grandy im Rang eines Air Marshal den Befehl über die RAF Germany und zugleich die 2. Taktische Luftflotte 2TAF (RAF Second Tactical Air Force). 1963 wurde er Oberbefehlshaber des RAF Bomber Command. Am 1. April 1965 wurde Grandy schließlich zum Air Chief Marshal ernannt. Als solcher war er von 1965 bis 1967 Oberbefehlshaber des Far East Command sowie anschließend Chief of the Air Staff bis 1971. Bei seinem Austritt aus dem aktiven Dienst wurde er zum Marshal of the Royal Air Force ernannt. Von Oktober 1973 bis November 1978 war Grandy Gouverneur von Gibraltar. Danach war er bis 1988 Constable and Governor von Windsor Castle. 2004 starb er an den Folgen eines Schlaganfalls.